# Tiziano Siviero
Tiziano Siviero (né le 28 octobre 1957 à Bassano del Grappa, en Vénétie, tout comme Massimo Biasion) est un copilote de rallye italien.

## Biographie
Tiziano Siviero fait ses débuts au WRC en 1980 au Rallye Sanremo, et sa dernière course en mondial a lieu en  2001, comme copilote de Simone de Martini au RAC Rally.
Sa carrière s'est essentiellement déroulée aux côtés de Miki Biasion, avec lequel il fut champion d'Italie dans quatre catégories différentes: Groupe 1 en 1979 (Opel Kadett), groupe 2 en 1980 (Opel Ascona), Groupe 4 en 1982 (Opel Ascona), et le groupe B (le principal) en 1983 (Lancia Rally 037).
Vainqueur de 16 rallyes en mondial, il est également double champion du monde (1988 et 1989) et champion d'Europe (1983), le tout avec Miki Biasion. Il a la particularité d'être à ce jour le seul copilote à s'être imposé dans les deux championnats.

## Palmarès

### Titres
| Saison | Titre                         | Voiture                                                |
| ------ | ----------------------------- | ------------------------------------------------------ |
| 1983   | Champion d'Italie des rallyes | Lancia Rally 037                                       |
| 1983   | Champion d'Europe des rallyes | Lancia Rally 037                                       |
| 1988   | Champion du monde des rallyes | Lancia Delta HF 4WD / Lancia Delta Integrale           |
| 1989   | Champion du monde des rallyes | Lancia Delta Integrale / Lancia Delta HF Integrale 16v |

### Victoires en rallyes

#### Victoires en championnat d'Italie des rallyes
- 1982 : 100.000 Trabucchi
- 1983 : Rally des 4 Regioni
- 1983 : Rallye de San Marino

#### Victoires en Championnat d'Europe des rallyes
| #  | Saison | Rallye                                           | Pays     |
| -- | ------ | ------------------------------------------------ | -------- |
| 1  | 1983   | 31e Rally Costa Brava                            | Espagne  |
| 2  | 1983   | 31e Rally Sol - RACE                             | Espagne  |
| 3  | 1983   | 6e Rally Costa Smeralda                          | Italie   |
| 4  | 1983   | 13e Rally 4 Regioni                              | Italie   |
| 5  | 1983   | 19e 24 Heures d'Ypres                            | Belgique |
| 6  | 1983   | 24e Rali Vinho da Madeira                        | Portugal |
| 7  | 1983   | 19e Rallye Catalunya (pilote Adartico Vudafieri) | Espagne  |
| 8  | 1983   | 11e Rally di San Marino                          | Italie   |
| 9  | 1985   | 33e Rally Costa Brava                            | Espagne  |
| 10 | 1985   | 33e Rally RACE - Costa Blanca                    | Espagne  |
| 11 | 1985   | 33e Rally Elpa Halkidikis                        | Grèce    |

#### Victoires en championnat du monde des rallyes (WRC)
| #  | Saison | Rallye                   | Pays       | Voiture                       |
| -- | ------ | ------------------------ | ---------- | ----------------------------- |
| 1  | 1986   | 6e Rallye d'Argentine    | Argentine  | Lancia Delta S4               |
| 2  | 1987   | 55e Rallye Monte-Carlo   | Monaco     | Lancia Delta HF 4WD           |
| 3  | 1987   | 7e Rallye d'Argentine    | Argentine  | Lancia Delta HF 4WD           |
| 4  | 1987   | 29e Rallye Sanremo       | Italie     | Lancia Delta HF 4WD           |
| 5  | 1988   | 36e Rallye Safari        | Kenya      | Lancia Delta Integrale        |
| 6  | 1988   | 35e Rallye de l'Acropole | Grèce      | Lancia Delta Integrale        |
| 7  | 1988   | 23e Rallye Olympus       | États-Unis | Lancia Delta Integrale        |
| 8  | 1988   | 30e Rallye Sanremo       | Italie     | Lancia Delta Integrale        |
| 9  | 1989   | 57e Rallye Monte-Carlo   | Monaco     | Lancia Delta Integrale        |
| 10 | 1989   | 23e Rallye du Portugal   | Portugal   | Lancia Delta Integrale        |
| 11 | 1989   | 37e Rallye Safari        | Kenya      | Lancia Delta Integrale        |
| 12 | 1989   | 36e Rallye de l'Acropole | Grèce      | Lancia Delta Integrale        |
| 13 | 1989   | 31e Rallye Sanremo       | Italie     | Lancia Delta HF Integrale 16v |
| 14 | 1990   | 24e Rallye du Portugal   | Portugal   | Lancia Delta HF Integrale 16v |
| 15 | 1990   | 10e Rallye d'Argentine   | Argentine  | Lancia Delta HF Integrale 16v |
| 16 | 1993   | 40e Rallye de l'Acropole | Grèce      | Ford Escort RS Cosworth       |

### Résultats en rallye-raids
- 2002: 2e du rallye d'Italie, sur Mitsubishi Pajero, pilote Jean-Pierre Fontenay;
- 2003:  2e du rallye de Tunisie, sur Mitsubishi Pajero, avec Miki Biasion;
- 2002: 3e du Abu Dhabi Desert Challenge, sur Mitsubishi Pajero, avec Miki Biasion.